# Vladimir Forgency
Vladimir Forgency, eigentlich Natan Vladimir Fater (* 19. Februar 1934 in Lille, Frankreich; † 11. August 2015 in Ivry-sur-Seine, Frankreich), war ein französischer Filmregisseur, Filmproduzent und Drehbuchautor, der unter anderem bei der Oscarverleihung 1967 für den Oscar für den besten Dokumentar-Kurzfilm nominiert war.

## Leben
Über Herkunft, Ausbildung und die frühen Jahre Forgencys ist derzeit nichts bekannt. Vladimir Forgency war 1966 als Filmproduzent und Drehbuchautor an Adolescence beteiligt, der unter der Regie von Marin Karmitz mit Sonia Petrovna, Maria Egorowa, Marielle Liberge entstand. Der 22-minütige Film erzählt die Geschichte der 14-jährigen Sonia und ihrer 84-jährigen Ballettlehrerin sowie der Entscheidung nach einem missglückten Auftritt, weiterhin Ballettstunden zu nehmen. Forgency und Karmitz waren bei der Oscarverleihung 1967 für den Oscar für den besten Dokumentar-Kurzfilm nominiert. 
1971 entstand unter seiner Regie und seinem Drehbuch Le feu sacré mit Sonia Petrovna, Lilian Arlen und Pierre Fuger. Dieses Filmdrama ist eine Fortsetzung von Adolescence, in der die nunmehr 18-jährige Sonia, die weiterhin Ballettunterricht nahm, sich über die weitere Karriere als Tänzerin und die Liebe zu Pierre entscheiden muss, der eine Gruppe von Popmusikern leitet. Als Kameramann wirkte Willy Kurant an der Produktion mit. Der Film gehörte bei den Internationalen Filmfestspielen von Cannes 1971 zu den acht Filmen, die außerhalb des Wettbewerbs gezeigt wurden. 1982 war er Produzent der unter der Regie von Caroline Roboh gedrehten romantischen Filmkomödie Clémentine Tango mit Claire Pascal, François Helvey und Arturo Brachetti.

## Nominierungen
Oscar
- 1967: Nominierung in der Kategorie Oscar für den besten Dokumentar-Kurzfilm für Adolescence

## Filmografie (Auswahl)
- 1966: Adolescence
- 1971: Le feu sacré
- 1982: Clémentine Tango